# Australien ved vinter-OL 2014
Australien deltager ved Vinter-OL 2014 i Sochi, som bliver arrangeret i perioden 7. februar til 23. februar 2014.

## Medaljer
| 2014 Sochi | Guld | Sølv | Bronze | Total |
| Australien | 0    | 2    | 1      | 3     |

| Medalje | Navn          | Sport            | Event               | Dato        |
| ------- | ------------- | ---------------- | ------------------- | ----------- |
| Sølv    | Torah Bright  | Snowboarding     | Kvindernes halfpipe | 12. februar |
| Sølv    | David Morris  | Freestyle skiløb | Men's aerials       | 17. februar |
| Bronze  | Lydia Lassila | Freestyle skiløb | Women's aerials     | 14. februar |

| Medalje per sport | Medalje per sport | Medalje per sport | Medalje per sport | Medalje per sport |
| ----------------- | ----------------- | ----------------- | ----------------- | ----------------- |
| Sport             | 1                 | 2                 | 3                 | Total             |
| Freestyle skiløb  | 0                 | 1                 | 1                 | 2                 |
| Snowboarding      | 0                 | 1                 | 0                 | 1                 |
| Total             | 0                 | 2                 | 1                 | 3                 |